# Elspeth Hay
Elspeth Hay   (Rhynd, 24 d'abril de 1930), de casada Elspeth Graham, és una atleta escocesa, especialista en curses de velocitat, que va competir en els anys posteriors a la fi de la Segona Guerra Mundial.
Havia de participar en els Jocs Olímpics d'Estiu de 1948, però una lesió mentre s'entrenava ho impedí. En el seu palmarès destaca una medalla d'or en el 4x100 metres del Campionat d'Europa d'atletisme de 1950. Formà equip amb Jean Desforges, Dorothy Hall i June Foulds.
El 2012 va formar part del relleu de la flama olímpica dels Jocs Olímpics de Londres.